# Anne Wafula Strike
Anne Wafula Strike MBE (Bungoma, Kenia, 8 de mayo de 1969) es una corredora paralímpica en silla de ruedas británica con base en Harlow .
Wafula Strike nació en Mihuu y contrajo poliomielitis a los dos años, por lo que posteriormente el Royal National Orthopaedic Hospital le diagnosticó una parálisis por debajo de T7. Llegó a Reino Unido en abril de 2000 y se inició en las carreras en silla de ruedas en 2002. 
En 2004 se convirtió en la primera corredora keniana en silla de ruedas que representaba a su país, compitiendo en la final de 400 metros T53 de los Juegos Paralímpicos de Atenas. Tras solicitar con éxito la ciudadanía británica en 2006, pasó a formar parte del equipo GB y, tras su reclasificación, ahora compite en la categoría T54 como atleta británica.
Ganadora del concurso My Story de la BBC,  su autobiografía In my Dreams I Dance fue publicada por HarperCollins en 2010. 
En 2013, Wafula Strike apareció en Success - By Aquellos Who've Made It de Paul Stenning, junto a muchas celebridades y personas notables. La suya fue la última biografía personal incluida en el libro, según explicó Stenning, porque su historia era la más poderosa y el mayor ejemplo de éxito.  
Fue nombrada Miembro de la Orden del Imperio Británico en 2014 por sus servicios al deporte para personas con discapacidad y a la beneficencia.
En enero de 2017, mientras viajaba en un tren CrossCountry, no pudo llegar a tiempo a un aseo por estar sentada en una silla de ruedas, perdió el control de su vejiga y orinó sobre su ropa. A raíz de ello, criticó a CrossCountry por no proporcionar un aseo accesible para discapacitados en el tren.
En 2020, la secretaria general de la Commonwealth, Patricia Scotland, nombró a Wafula enviada especial a la Commonwealth.